# Myroslav Ivan Lioubatchivsky
Myroslav Ivan Lioubatchivsky, né le 24 juin 1914 à Dolyna en Ukraine et mort le 14 décembre 2000, est un cardinal ukrainien, archevêque majeur de Lviv de 1984 à sa mort en 2000.

## Repères biographiques

### Prêtre
Myroslav Ivan Lioubatchivsky est ordonné prêtre le 21 septembre 1938 pour le diocèse de Lviv en Ukraine.

### Évêque
Nommé évêque pour les catholiques de rite ukrainien à Philadelphie en Pennsylvanie le 13 septembre 1979, il est consacré le 12 novembre suivant par le pape Jean-Paul II en personne.
Le 27 mars 1980, il retourne en Ukraine, où il est nommé archevêque coadjuteur pour les catholiques de rite ukrainien de son diocèse d'origine de Lviv. Il en devient l'archevêque titulaire le 7 septembre 1984.

### Cardinal
Il est créé cardinal par le pape Jean-Paul II lors du consistoire du 25 mai 1985 avec le titre de cardinal-prêtre de S. Sofia a via Boccea.